# 中国中車
中国中車（ちゅうごくちゅうしゃ、中国語: 中国中车股份有限公司、英語: CRRC Corporation Limited）は、中国の中央企業（国有企業）であり、世界最大の鉄道車両メーカーである。規模においてアルストムやシーメンスの鉄道部門売上を凌ぐ。正式社名は中国中車股份有限公司、略称は中車、CRRC。

## 概要
国有企業改革の一環で中国北車（以下、北車）と中国南車（以下、南車）の2つの鉄道車両製造会社が成立して以降、両社は海外進出で互いに過当競争を続け、消耗戦を強いられていた。しかし近年の国際的な受注競争の中、中国政府のインフラ輸出政策（例えば「一帯一路」など）の転換を受けて合併する運びとなった。
合併は南車が北車を吸収する形で行われたが、その理由として中国工程院の劉友梅院士によれば、中国唯一の輸出鉄道車両である 中国高速鉄道CRH380A型電車車両のすべての部品、サブ・システムなどは、いずれも中国の知的財産権で、その国産化は中国南車自身の技術によるものである一方、中国北車の中国高速鉄道CRH3型電車車両は未だ完全な国産化を実現していない。海外進出の競り合いで、技術的実力および高速鉄道の輸出資格を持つ中国南車がより大きな発言権を持つことも一因であると分析している。
董事長には、北車の崔殿国・董事長が就任。南車の鄭昌泓・董事長は、新会社の副董事長に着任した。6月30日には傘下の大連機車車輛有限公司がケニアに初めて輸出される機関車の交付式を開いた。この機関車は中国国鉄東風4型ディーゼル機関車をベースに現地向けに改良したものである。
発足後の中国中車は、アメリカ合衆国における事業拡大にも注力し、2016年にはシカゴの地下鉄車両、2017年にはロサンゼルスの地下鉄車両の受注に成功。これらの車両は、アメリカ復興・再投資法のバイ・アメリカン条項を守るためにボストンやシカゴ近郊に新工場を建設して製造を行った。続いてワシントンの地下鉄の地下鉄車両の受注を目指したが、2019年12月に国防権限法が成立。政府予算による中国製の鉄道車両やバスの購入を禁止する条項が盛り込まれたため、中国中車によるアメリカ国内での事業は大きく制限を受けることとなった。

## 歴史
2014年12月30日に、中国国務院国有資産監督管理委員会の直接管理下にある中国南車集団と中国北車集団が合併して誕生した。
2018年、アメリカのマサチューセッツ州の車両組立工場が稼働開始した。ボストンのマサチューセッツ湾交通局向けの地下鉄車両を生産する。
2020年、中国中車傘下の中車唐山が、国際高速列車用フリーゲージトレイン（軌間可変電車）を公開した。時速400キロメートルで走行する車両のフリーゲージ化は世界初。
2022年4月、チェコの鉄道会社レオ・エクスプレスとの間で交わされていた新型電車「シリウス」の納入契約（3編成+オプション30編成）が解消されたことが報道された。この契約は中国中車の欧州進出の足掛かりとなるものとして注目を集めていた。
2022年10月6日、 アメリカ国防総省がアメリカ人の投資禁止対象となるブラックリストに追加。

## 子会社
中国中車は中国南車と中国北車と合併したが、子会社・研究拠点は両社のものを引き継いだ。

### 研究企業
- 南車株洲電力機車研究所
- 南車戚墅堰机車車両工芸研究所
- 中国北車集団大連機車研究所
- 青島四方車両研究所
- 中国北車股份有限公司大連電力牽引研開中心

### 制造企業
- 南車長江車輌有限公司
- 南車株洲電力機車有限公司
- 南車資陽機車有限公司
- 南車戚墅堰機車有限公司
- 青島四方機車車輌股份有限公司
- 南車四方車輌有限公司
- 南車南京浦鎮車輌有限公司
- 南車眉山車輌有限公司
- 南車成都機車車輌有限公司
- 南車洛陽機車有限公司
- 南車二七車有限公司
- 南車石家荘車輌有限公司
- 南車株洲機車有限公司
- 広州電力機車有限公司
- チチハル軌道交通装備有限責任公司
- ハルビン軌道交通装備有限責任公司
- 長春軌道客車装備有限責任公司
- 長春軌道客車股份有限公司
- 大連機車車輌有限公司
- 唐山軌道客車有限責任公司
- 唐山軌道交通装備有限責任公司
- 北車泉州軌道交通装備有限責任公司
- 北京二七軌道交通装備有限責任公司
- 北京南口軌道交通機械有限責任公司
- 中国北車集団大同電力機車有限責任公司
- 太原軌道交通装備有限責任公司
- 永済新時速電機電器有限責任公司
- 済南軌道交通装備有限責任公司
- 西安軌道交通装備有限責任公司
- 北車蘭州機車有限公司
- 北京北車中鉄軌道交通装備有限公司

### 商貿企業
- 南車投資租賃有限公司
- 中国南車（香港）有限公司
- 中車進出口有限責任公司
- 北車投資租賃有限公司
- 北京北車物流発展有限責任公司